# سيفاستوبول

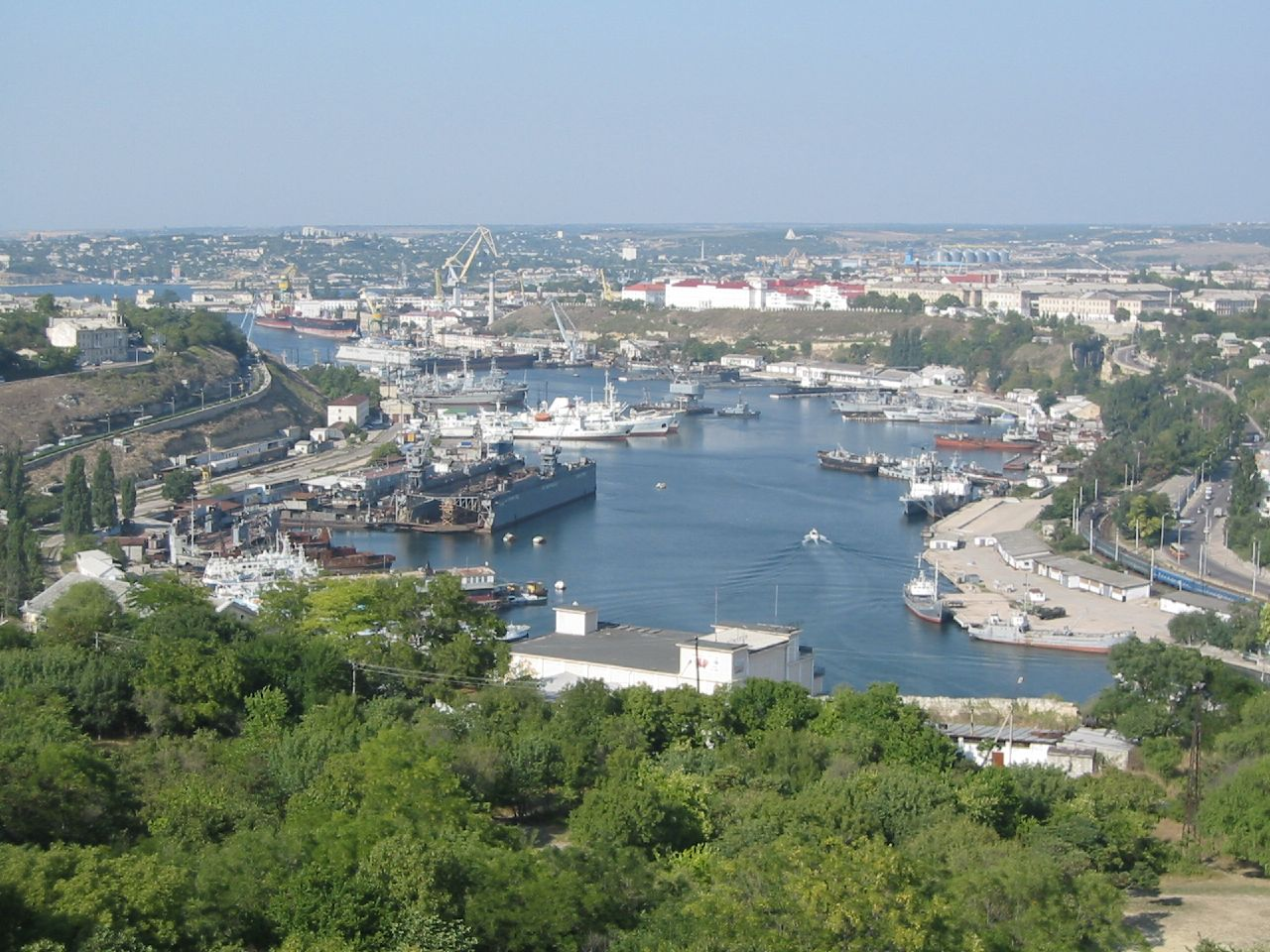
ميناء المدينة

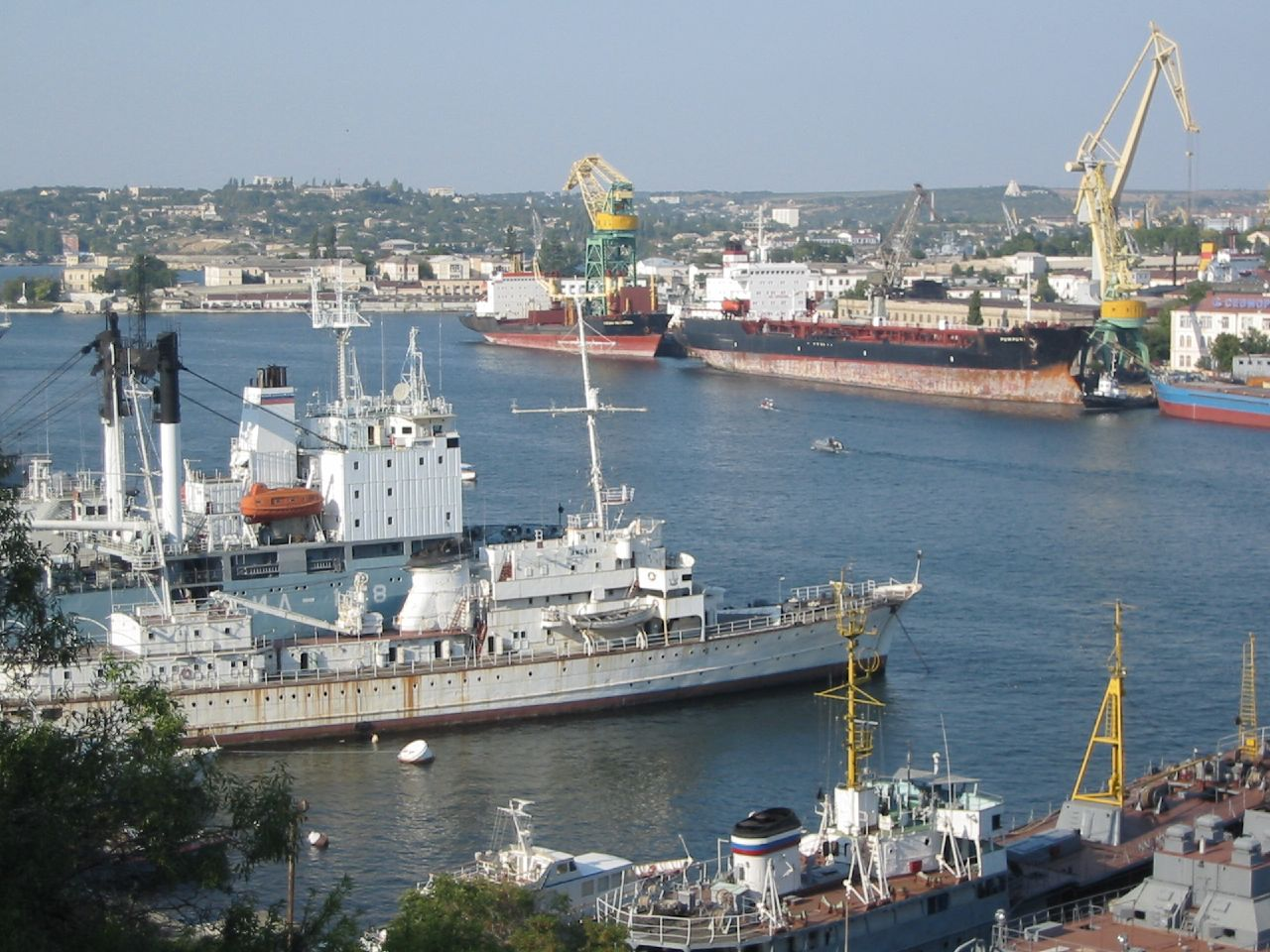

سيفاستوبول أو سِفَستُبول أو سيباستوبول أو سِبَستُبول (Севасто́поль) أو أَقْيَار هي إحدى مدن شبه جزيرة القرم المتنازع عليها بين روسيا وأوكرانيا وتطل على البحر الأسود. تشتهر دائما بأنها مدينة المجد العسكري الروسي ولها أهمية هائلة في تاريخ روسيا العسكري وهي حاليا مقر لأسطول البحر الأسود الروسي، على الرغم من وقوعها في أراضى أوكرانيا ظلت موسكو ترفض بشدة سحب الاسطول الروسي من المدينة، إلى أن تم ضمها إلى روسيا عام 2014. عدد سكان المدينة 342451 طبقا لإحصائيات عام 2001 والمدينة تنمو بسرعة كبيرة منذ تفكك الاتحاد السوفيتى.
تشهد المنطقة منذ أوائل 2014م أزمة سياسية بعدما قامت القوات المسلحة الروسية ببسط سيطرتها على شبه الجزيرة، واجرت استفتاء من بعده ضمت شبه الجزيرة إلى قوام روسيا الاتحادية والذي اعتبرته اوكرانيا ومعها المجتمع الدولي احتلال وتعدي على سيادة اوكرانيا ووحدة اراضيها.
لا تزال هذه المدينة محدودة الأعتراف دوليا.

## أصل التسمية
اختير اسم سيفاستوبوليس في الأصل حسب اشتقاق أسماء المدن الأخرى ذاته في شبه جزيرة القرم؛ كان المقصود منه التعبير عن أصول يونانية قديمة. وهو مركّب من الصفة اليونانية (سيفاستو بمعنى «الجليل» أو «المهيب») و(بوليس بمعنى «مدينة»). أي المعادل اليوناني التقليدي للقب الشرف الروماني أغسطس الذي أُعطي في الأصل لإمبراطور الإمبراطورية الرومانية الأول، أغسطس، ثم مُنح لاحقًا كلقبٍ لخلفائه.
من المحتمل أن المدينة سُميت على اسم الإمبراطورة («أوغوستا») كاثرين الثانية، ملكة الإمبراطورية الروسية التي أسست سيفاستوبول في عام 1783. فقد زارت المدينة في عام 1787 برفقة جوزيف الثاني، إمبراطور النمسا وشخصيات أجنبية أخرى.
توجد في غرب المدينة أطلال محفوظة جيدًا لمدينة تاوريس خيرسون الساحلية اليونانية القديمة التي أسسها مستوطنون من هيراكليا بونتيكا في القرن الخامس قبل الميلاد. ومعنى هذا الاسم، «شبه الجزيرة» ما يعكس موقعها المباشر، إلا أنه غير مرتبط بالاسم اليوناني القديم لشبه جزيرة القرم ككل («شبه جزيرة توريان»).
اسم المدينة مكتوب على النحو التالي:
- الإنجليزية: سيفاستوبول، التهجئة السائدة حاليًا؛ لا تزال التهجئة الشائعة سابقًا سيباستوبول مستخدمة في بعض المنشورات، وفي السابق بواسطة مجلة ذي إيكونوميست.[17][18]
- الأوكرانية: سيفاستوبل، أو سيفاستوبول؛ الروسية: سيفاستوبل.
- تتار القرم: أقيار.

## التاريخ
يعود تاريخ تأسيس المدينة إلى 14 يونيو 1783 بعد قيام روسيا بغزو شبه جزيرة القرم وسرعان ما أصبحت أحد أهم موانى الاسطول الروسي. وفي عام 1797 تغير اسم المدينة إلى ايختار ولكن في 26 أبريل 1826 عاد للمدينة اسمها سيفاستوبول. من أهم الأحداث التي واجهتها المدينة في القرن التاسع عشر الحصار الذي فرضه عليها القوات البريطانية والفرنسية والتركية والخاصة بجزيرة سردينيا خلال حرب القرم فيما عرف بحصار سيفاستوبول 1854-1855. واستمر الحصار لمدة 11 شهر حيث تم فكه في سبتمبر 1855 بخروج القوات الروسية من المدينة. أصبحت المدينة جزءا من الاتحاد السوفيتى بانضمام أوكرانيا له عام 1919. وخلال الحرب العالمية الثانية تعرضت المدينة للقصف الالمانى خلال عامى 1941 و1942 وخاصة خلال حصار الالمان للمدينة الذي استمر لمدة 250 يوما وانتهى في يوليو عام 1942 بسقوط المدينة في يد الالمان. في 9 مايو 1944 تمكن الجيش الأحمر من تحرير المدينة واعادة ضمها إلى الاتحاد السوفيتى.
بعد الحرب العالمية الثانية اعيد بناء المدينة وجمع للذلك المئات من المهندسين والنحاتين من كييف وسانت بطرسبرغ وموسكو وآلاف من العمال وانتهت أعمال البناء في منتصف الخمسينيات وتم تخطيط المدينة على نحو جيد.
خلال العهد السوفيتى أصبحت سيفاستويول مدينة مغلقة بمعنى انه لا يحق لاحد من غير سكانها حتى السوفيتى الجنسية زيارة المدينة الا باحصول على ترخيص من السلطات الحكومية وان تكون تلك الزيارة لفترات محدودة للغاية وفقا للترخيص الحكومى.

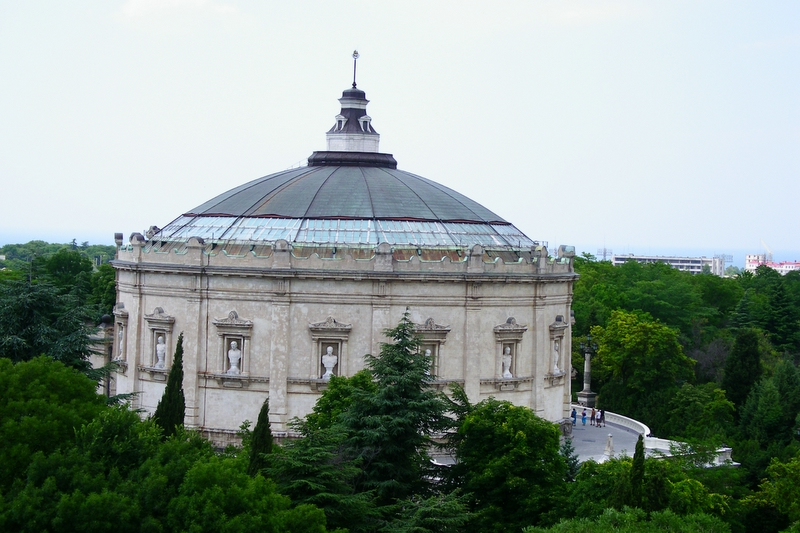
أحد متاحف سيفاستوبول

في عام 1991 أصبحت سيفاستوبول مدينة أوكرانية بعد استقلال أوكرانيا وفي عام 1997 وقعت أوكرانيا مع روسيا اتفاقية تتمكن روسيا بموجبها من إدارة القواعد البحرية بالمدينة. كبقية أنحاء شبه جزيرة القرم اللغة الروسية هي اللغة الأكثر استخداما والأساسية على الرغم من محاولات الحكومة الأوكرانية نشر اللغة الأوكرانية في الإقليم.

## السكان
عدد السكان 342,451 وينمون بسرعة كبيرة ونسبهم العرقية كالاتي 71.6% للروس و 22.4% للاوكرانيين و 1.6% للبيلاروسيين و 1.2% للتتاريين.